# Bonnie Zimmerman
Bonnie Zimmerman (1947) és una crítica literària i erudita d'estudis de la dona. Les seves obres han tingut en compte el rol de la dona, la literatura femenina i la crítica lesbiana. Ha rebut nombrosos premis de prestigi pel seu treball. Zimmerman es va retirar de la docència el 2010.

## Biografia
Nascuda el 1947, Bonnie Zimmerman va créixer en una família jueva secular als afores de Chicago. Partint d'aquest rerefons, diu, «No importa el canvi del paisatge social i acadèmic, i no importa que ara sigui administradora universitària, sempre seré una nena dels anys 60 i 70: una nova esquerra radical-feminista, contracultura, dyke intel·lectual».
Després de secundària, va ingressar al programa de música de la Universitat d'Indiana amb un enfocament de la veu clàssica. No obstant això, quan es va graduar amb honors el 1968, va obtenir un títol de filosofia.Posteriorment, a la Universitat Estatal de Nova York (SUNY), a Buffalo, es va doctorar en literatura anglesa. A SUNY és on Zimmerman va descobrir la seva política feminista. També es va convertir en una dels membres fundadors del Women's Studies College at SUNY Buffalo el 1970.
Se li va oferir un treball temporal com a professora a la Universitat Estatal de San Diego (SDSU) en el seu programa d'Estudis sobre la Dona (la primera del país), i va aprofitar aquesta oportunitat per començar a ensenyar literatura lèsbica el 1979. Acredita el seu article «El que no ha estat mai: Un panorama de la crítica feminista lesbiana», que va crear la seva reputació. Més endavant es va antologitzar a la Norton Anthology of Theory & Criticism.
Ella afirma en el seu article «Un viatge lèsbic-feminista a través de la nació Queer», «encara que no crec que mai publiqui una beca quer, gai o lesbiana, també he estat fonamental en iniciar els estudis LGBT al meu campus, ja que era a l'inici dels estudis lèsbics en els estudis de la dona durant la dècada del 1970».
El 1983, es va convertir en professora d'estudis de la dona a la SDSU. Va ser presidenta de l'Associació Nacional d'Estudis sobre la Dona entre 1998 i 1999 i va exercir la presidència del Departament d'Estudis sobre la Dona a la SDSU des de 1986 fins a 1992 i de 1995 a 1997. Zimmerman es va retirar el 2010.

## Premis i publicacions
Zimmerman és l'autora de nombrosos articles i llibres sobre els estudis de la dona, la teoria LGBTQ i la teoria feminista. Alguns d'aquests premis inclouen el Premi de Visibilitat Positiva de GLAAD el 1996, el Premi a la més influent de la Facultat d'Estudis sobre la Dona (que va rebre 3 vegades, el 1985, 1990 i 1999), i el Premi de l'Associació d'Alumnes Distinguits de la Facultat l'any 2004.
Les seves publicacions inclouen Professions of Desire (1995), que examina l'experiència de les persones LGBTQ a l'acadèmia i a l'aula, i The Safe Sea of Women (1990) que examina i analitza la literatura específicament a través de la lent i els temes de l'experiència lesbiana. Acredita el seu article «El que no ha estat mai: un panorama de les crítiques literàries feministes lesbianes» (1981) com a font principal del seu paper com a erudita lesbiana i feminista preeminent de la seva època. Les seves contribucions al món acadèmic inclouen articles, classes i diversos llibres.